# Cratere Lorraine
Lorraine è un cratere sulla superficie di Mathilde.